# Arabika (masyw)

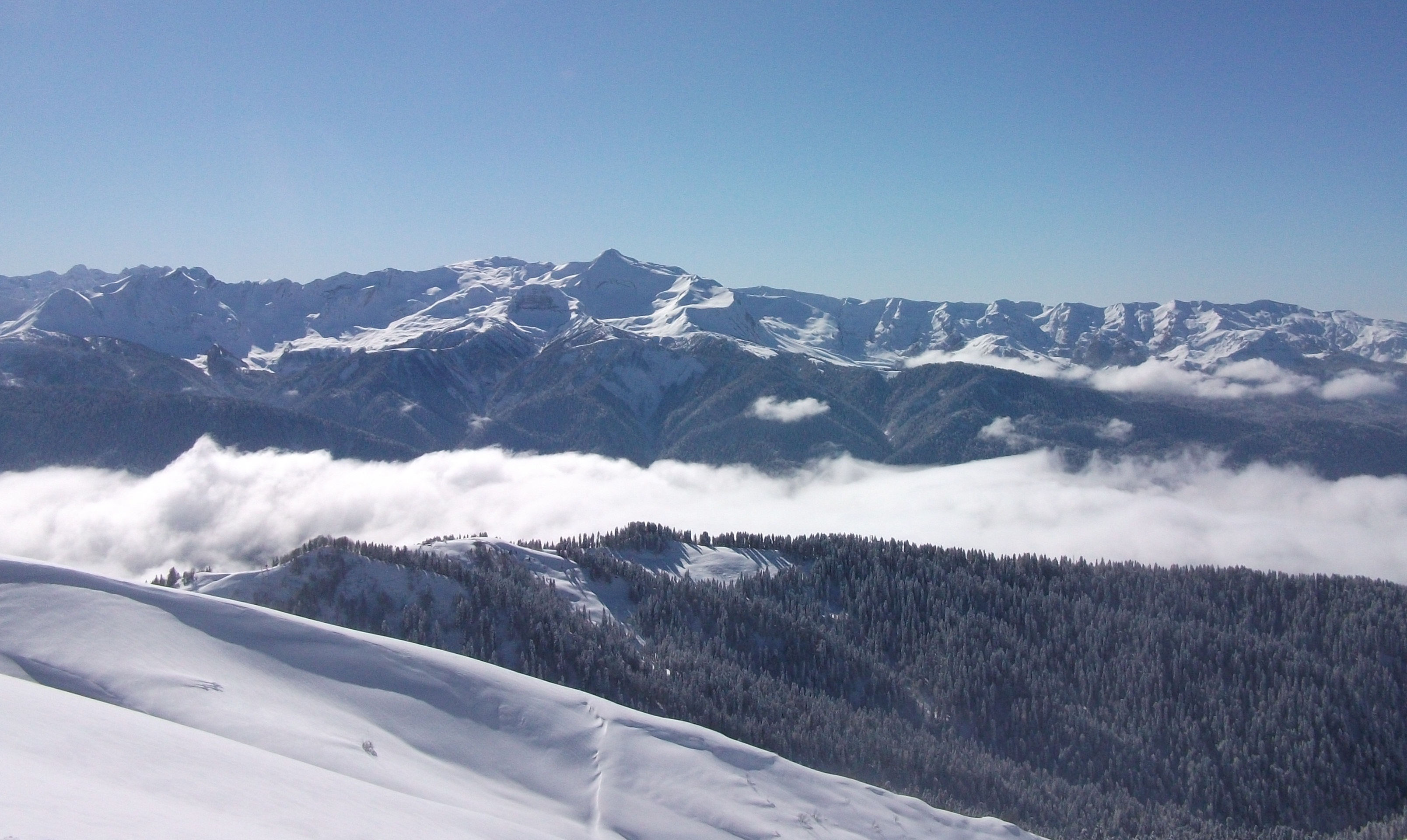
Masyw Arabika widziany ze grzbietu górskiego Aibga (Rosja).

Arabika – masyw górski w Wielkim Kaukazie, położony na terytorium Abchazji, nieopodal miasta Gagra. Najwyższy szczyt masywu wznosi się na wysokość 2661 m n.p.m.
W masywie Arabika znajduje się Jaskinia Wronia (Krubera) oraz Jaskinia Wieriowkina, dwie najgłębsze jaskinie świata.